# Greten Kähler-Neter
Greten Kähler-Neter (née le 10 décembre 1906 à Sleeswijk, dans le nord de l'Allemagne, décédée le 10 mai 1986 à Amsterdam) est une artiste textile formée au Bauhaus. Elle a créé de nombreux tissages et travaillé en collaboration avec l'industrie.

## Biographie
Gretchen Marie Dorothea Christa Kähler  est née à Sleeswijk en 1906, dans une grande famille aisée.  

### Formation
Elle fait son apprentissage en 1925 dans un atelier de tissage à Munich où elle s'initie à la teinture végétale des fils. En 1926-1927, elle étudie à la Kunstgewerbeschule de Flensburg et, en 1928, elle travaille dans l'atelier de mode de Alice Hauschild à Hambourg. Elle y rencontre Herman Fischer et, grâce à l'héritage qu'elle touche à la mort de son père, le couple va étudier au Bauhaus à Dessau. Elle y reste de 1929 à 1932 et étudie le tissage sous la direction d'abord de Gunta Stölzl, puis, dans les dernières années, de Lilly Reich. Elle y fabrique, avec Herman Fischer, un métier à tisser de table qui sera utilisé pour le tissage d'échantillons. 
En 1931, elle épouse Herman Fischer qui étudie l'architecture d'intérieur.

### Carrière
En 1932, à la fin de ses études, la situation en Allemagne et au Bauhaus est devenue difficile et elle décide d'émigrer aux Pays-Bas avec son fils. Avec Kitty van der Mijll Dekker, son amie de l'atelier du Bauhaus, elles ouvrent un atelier de tissage à Nunspeet, « De Wipstrik »,. Herman Fischer les rejoint ensuite. 
L'atelier présente des couvre-lits, des oreillers et autres tissus avec des design modernes à une exposition à La Haye, et remporte du succès. 
Deux ans plus tard, le couple se sépare rapidement et, alors que Fischer reste à Nunspeet, Greten Kähler doit déménager à Amsterdam avec leur fils.  A ce moment là, les lois restreignant l'accès au travail pour les étrangers ne sont pas encore appliquées et elle trouve du travail dans un atelier de tissage, malgré la crise économique. Elle travaille en collaboration avec l'artiste textile Joanna Wichmann. Leurs tissus de soie ou de lin tissés à la main, parfois brodés, sont surtout destinés à des vêtements liturgiques,. 
Lorsque l'atelier fusionne avec l'atelier d'art et d'artisanat « de Kerkuil » bien connu à Haarlem,  Greten Kähler obtient la direction d'un nouvel atelier destiné à la conception et la fabrication de tissus tissés à la main.  L'atelier dispose de salles d'exposition. Elle y organise, entre autres, deux expositions de meubles du designer finlandais Alva Aalto. Plus tard, en 1938, elle en devient propriétaire d'abord à Haarlem puis à Amstelveen.
L'atelier produit des tissus innovants, parfois basés sur des matières expérimentées au Bauhaus. Mais il vend également des nappes en lin, assez simples, mais avec des couleurs nouvelles pour l'époque, répondant au souhait de Greten Kähler de produire de beaux tissus à un prix abordable, pour un large public.
A cette époque, Greten tisse également des tapis, dont elle dit qu'ils sont du textile à la frontière de la contrainte et de la liberté, ce sont des œuvres originales, créatives et, cependant sont utiles pour l'homme et son environnement.
Elle épouse ensuite l'architecte néerlandais Simon David Neter, fervent adepte du « Neues Bauen » (Nouvelle construction), avec qui elle vit depuis 1934. Neter étant juif et elle, citoyenne allemande du « Reich », il lui est normalement interdit de l'épouser. Cette décision est difficile et peut avoir de lourdes conséquences. 
Avec l'occupation des Pays-Bas par l'Allemagne, les conditions de vie deviennent de plus en plus difficiles pour le couple. Greten refuse d'adhérer à la Chambre de culture allemande et son mari n'a plus le droit de travailler. Ils subsistent en vendant de la laine de mouton qu'ils filent eux-mêmes.
En mai 1942, Simon Neter, juif, communiste et membre de la résistance, est dénoncé par un voisin. Il est déporté à Auschwitz et assassiné en septembre 1942. Après la guerre, Greten Neter-Kähler reçoit la croix de la résistance 1940-1945 pour avoir hébergé des juifs avec son mari.
On lui propose un poste d'enseignement à l' « Instituut voor Kunstnijverheidsonderwijs » (IvKNO - Institut de formation aux arts et métiers) dans la section textile. Pendant près de 25 ans elle y enseignera les principes appris au Bauhaus, se concentrant sur la recherche sur les matériaux ou celle des couleurs. Son enseignement souligne l'importance des liens entre la nature des tissus et leur fonction. Elle ouvre un atelier de teinture et développe la teinture des fibres textiles, mettant au point sa propre gamme de couleurs pour la laine et cherchant à développer chez ses élèves une sensibilité aux couleurs. Elle s'efforce également de développer une plus grande collaboration avec l'industrie en encourageant les élèves à visiter les entreprises ou suivre des stages.
Elle continue de créer de grands tapis et des tapisseries murales qui montrent bien son sens aigu des couleurs, combinant parfois les motifs figuratifs et les motifs abstraits. Elle réalise des textiles muraux, dans l'esprit du Bauhaus, pour « Het Nederlands Verkoopkantoor voor chemische Producten », un tapis au point noué pour le Ministère de l'enseignement, des arts et des sciences (OK&W) et d'autres tapis pour la salle du conseil de la maison communale de Den Burg op Texel et la société AKZO à Arnhem.
Son travail artistique porte la marque du Bauhaus. Elle voit le textile comme un élément de l'architecture et pas comme une simple décoration, rejoignant la vision de Hannes Meyer, un directeur du Bauhaus. Elle souligne elle-même aussi l'influence de son professeur Paul Klee qui l'a particulièrement inspirée.
Elle décède le 10 mai 1986 à Amsterdam.
En 2019, le musée du textile de Tilbourg organise, à l'occasion du centenaire du Bauhaus, une exposition « Bauhaus& modern textiel in Nederland » qui illustre l'influence du Bauhaus sur le design textile néerlandais à travers les travaux de quelques élèves qui se sont installées aux Pays-Bas, dont Greten Neter-Kähler dont l'influence a été particulièrement importante en raison de ses longues années d'enseignement.